# Ninetis subtilissima
Espèce
Ninetis subtilissima est une espèce d'araignées aranéomorphes de la famille des Pholcidae.

## Distribution
Cette espèce se rencontre au Yémen et en Oman.

## Description
Les syntypes mesurent de 1 à 1,5 mm.
La femelle décrite par Huber en 2000 mesure 1,0 mm.
Le mâle décrit par Huber et van Harten en 2001 mesure 0,9 mm.

## Systématique et taxinomie
Cette espèce a été décrite par Simon en 1890.

## Publication originale
- Simon, 1890 : « Études arachnologiques. 22e Mémoire. XXXIV. Étude sur les arachnides de l'Yemen. » Annales de la Société Entomologique de France, sér. 6, vol. 10, p. 77-124 (texte intégral).